# Mia madre
Mia madre is een Italiaans-Franse film uit 2015, geregisseerd door Nanni Moretti. De film ging in première op 16 mei op het filmfestival van Cannes en won de Premio della Giuria Ecumenica.

## Verhaal
Margherita is een regisseuse die een film opneemt. Ze heeft het niet gemakkelijk met haar hoofdrolspeler, de Amerikaanse acteur Barry Huggins, een uitgesproken persoonlijkheid op de set. Ondertussen heeft ze ook haar eigen persoonlijke problemen met de ziekte van haar moeder en een puberende dochter.

## Rolverdeling
| Acteur           | Personage     |
| ---------------- | ------------- |
| Margherita Buy   | Margherita    |
| John Turturro    | Barry Huggins |
| Giulia Lazzarini | Ada           |
| Nanni Moretti    | Giovanni      |
| Beatrice Mancini | Livia         |
| Stefano Abbati   | Federico      |

## Productie
De film kwam op 16 april in de Italiaanse bioscopen en bracht tijdens zijn openingsweekend 1.112.000 € op. De totale opbrengst aan de nationale kassa was 3.505.000 €. De film werd in Italië bekroond met twee Premi David di Donatello (10 nominaties), twee Nastri d'argento (7 nominaties) en drie Ciak d'oro. Bovendien werd de film drie maal genomineerd voor de Globo d'oro, twee maal voor de Europese Filmprijzen en in 2016 genomineerd voor de César voor beste buitenlandse film.

## Prijzen en nominaties
De belangrijkste:
| Jaar | Prijs                    | Categorie                  | Genomineerde(n)  | Uitslag     |
| ---- | ------------------------ | -------------------------- | ---------------- | ----------- |
| 2016 | César                    | Beste buitenlandse film    | Nanni Moretti    | Genomineerd |
| 2015 | Premi David di Donatello | Beste vrouwelijke hoofdrol | Margherita Buy   | Gewonnen    |
| 2015 | Premi David di Donatello | Beste vrouwelijke bijrol   | Giulia Lazzarini | Gewonnen    |
| 2015 | Nastro d'argento         | Beste vrouwelijke hoofdrol | Margherita Buy   | Gewonnen    |
| 2015 | Nastro d'argento         | Nastro d'argento speciale  | Giulia Lazzarini | Gewonnen    |
| 2015 | Europese Filmprijzen     | Beste regie                | Nanni Moretti    | Genomineerd |
| 2015 | Europese Filmprijzen     | Beste vrouwelijke hoofdrol | Margherita Buy   | Genomineerd |